# Michael Phillips (Autor)
Michael Ray Phillips (* 1946 in Arcata, Kalifornien) ist ein US-amerikanischer Schriftsteller und Bestsellerautor.

## Leben
Michael Phillips war der Sohn des Armeeveteranen Denver Phillips der im Zweiten Weltkrieg dem Army Air Corps angehörte, und dessen Frau (“Rosie the Riveter”) Eloise. Er wurde in der kleinen Nordkalifornien Universitätsstadt Arcata geboren. Dort besuchte er das Humboldt State College (heute eine Universität), wo er 1969 einen Abschluss in Physik, Mathematik, Sprachen erwarb und anschließend noch einem in Bildung und Geschichte. Eine prägende Erfahrung mit Gott im Jahr 1969 in Deutschland und durch die Schriften des Quäkers Thomas Kelly ebenfalls stark beeinflusst, verändert die Richtung in seinem Leben grundlegend.
Phillips hat über 50 Bücher veröffentlicht und zählt mit einer Gesamtauflage von über fünf Millionen Exemplaren zu den populärsten Autoren der Vereinigten Staaten. Er bereitet in seinen Romanen unter anderem die wechselvoll Geschichte Schottlands auf, die sowohl als Thriller als auch als historische Erzählung verfasst sind.
Ein Lebenswunsch von Michael Phillips war es, die Popularität des schottischen Schriftstellers George MacDonald zu erneuern, dessen Lehren eine zentrale Bedeutung für die spirituelle Ausrichtung von ihm und seiner Frau hatten. So übertrug er einige der längeren Erzählungen MacDonalds, die teilweise mit schottischen Akzent durchsetzt waren, in kürzere und leichter verständliche Editionen. Besonders bekannt sind seine Bücher der großen Schottlandsaga um den Stein der Kelten.
Er arbeitete unter anderem bei der Stonewycke-Reihe mit der Schriftstellerin Judith Pella zusammen. Er lebt mit seiner Familie in Eureka, Kalifornien.

## Werke (Auswahl)
- Der Schatz von Stonewycke. Hanssler, Stuttgart 1992, ISBN 3-7751-1795-4. (Neuauflage: Hänssler, Holzgerlingen 2003, ISBN 3-7751-3951-6)
- Der Stein der Kelten. Bastei Lübbe, Köln 2001, ISBN 3-404-14590-9.
- Schwert und Krone. Bastei Lübbe, Köln 2002, ISBN 3-404-14716-2.

mit Judith Pella
- Die Erbin von Stonewycke. Hanssler, Stuttgart 1990. Neuauflage: Hänssler, Holzgerlingen 2002, ISBN 3-7751-3853-6.
- Die Flucht von Stonewycke. Hanssler, Stuttgart 1991. Neuauflage: Hänssler, Holzgerlingen 2002, ISBN 3-7751-3854-4.
- Die Herrin von Stonewycke. Hanssler, Stuttgart 1991. Neuauflage: Hänssler, Holzgerlingen 2002, ISBN 3-7751-3904-4.
- Das Rätsel von Stonewycke. Hanssler, Stuttgart 1992. Neuauflage: Hänssler, Holzgerlingen 2002, ISBN 3-7751-3905-2.
- Schatten über Stonewycke. Hanssler, Stuttgart 1992, ISBN 3-7751-1708-3. (Neuauflage: Hänssler, Holzgerlingen 2003, ISBN 3-7751-3925-7)